# Robert F. Marx
Pour les articles homonymes, voir Marx.
Robert F. Marx, dit Bob Marx (8 décembre 1933 - 4 juillet 2019 en Floride), est l'un des pionniers américains de la plongée sous-marine et est mieux connu pour son travail sur les naufrages.
Bien qu'il soit controversé pour ses incursions fréquentes et réussies dans le domaine de la chasse au trésor, E. Lee Spence le décrit comme le vrai père de l'archéologie sous-marine.

## Biographie
Robert F. Marx se spécialise dans la plongée en 1953 et en a pratiqué plus de 5 000. Il est l'auteur de plus de 800 rapports ou articles et de 59 livres sur l'histoire et l'archéologie des naufrages ainsi que sur l'exploration des épaves.
Il a été membre fondateur du Conseil sur l'archéologie subaquatique et de la Société de recherche sur la mer. En 1972, il a participé à la création du diplôme professionnel américain de docteur en histoire marine.
Robert F. Marx a été fait chevalier de l'ordre d'Isabelle la Catholique par le gouvernement espagnol pour sa reconstitution de la Niña, caravelle de la première expédition de Christophe Colomb.

## Distinctions
- Chevalier de l'ordre d'Isabelle la Catholique

## Ouvrages

### En anglais
- They Found Treasure: [interviews], Robert Forrest Burgess (New York : Dodd, Mead, 1977)  (ISBN 0396074502), (OCLC 2797871)
- In Quest of the Great White Gods: contact between the Old and New World from the dawn of history, Robert F. Marx et Jenifer Marx (New York : Crown, 1992)  (ISBN 0517582708 et 9780517582701), (OCLC 24065049)
- Readings in Physical Anthropology and Archaeology, David E. Hunter et Phillip Whitten (New York : Harper & Row, 1978)  (ISBN 0060430230 et 9780060430238), (OCLC 4004685)
- Spence's Guide to South Carolina : diving, 639 shipwrecks (1520-1813), saltwater sport fishing, recreational shrimping, crabbing, oystering, clamming, saltwater aquarium, 136 campgrounds, 281 boat landings, E. Lee Spence, (Nelson Southern Printing, Sullivan's Island, S. C. : Spence, 1976) (OCLC 2846435)
- Always Another Adventure, Robert F. Marx (Cleveland, World Pub. Co., 1967) (OCLC 1355136)
- Shipwrecks of the Virgin Islands, 1523-1825, Robert F. Marx ; Edward L. Towle et le Caribbean Research Institute (St. Thomas, V. I., Caribbean Research Institute, 1969) (OCLC 209714)
- The Search for Sunken Treasure: Exploring the world's great shipwrecks, Robert F. Marx et Jenifer Marx (Toronto : Key-Porter Books, 1993)  (ISBN 1550134183, 9781550134186, 1550134973 et 9781550134971), (OCLC 28018648)
- Treasure Lost at Sea : Diving to the world's great shipwrecks, Robert F. Marx et Jenifer Marx (Buffalo, N. Y. : Firefly Books, 2003)  (ISBN 1552978729 et 9781552978726), (OCLC 54464113)
- The Battle of the Spanish Armada 1588, Robert F. Marx (Cleveland, World Pub. Co., 1965) (OCLC 920618)
- Still More Adventures, Robert F. Marx (Mason/Charter, 1976)  (ISBN 0884053598) (OCLC 2332224)
- Sea Fever, Robert F. Marx (Garden City, N. Y., Doubleday, 1972) (OCLC 393700)
- Port Royal Rediscovered, Robert F. Marx (Garden City, N. Y., Doubleday, 1973)  (ISBN 0385082967 et 9780385082969), (OCLC 613717)
- The Underwater Dig: an introduction to marine archaeology, Robert F. Marx (New York : H. Z. Walck, 1975)  (ISBN 0809835363), (OCLC 1504496)
- Shipwrecks of the Western Hemisphere, 1492-1825, Robert F Marx (New York, World Pub. Co., 1971) (OCLC 207459)
- The Lure of Sunken Treasure: under the sea with marine archaeologists and treasure hunters, Robert F. Marx (New York, McKay, 1973) (OCLC 714464)
- Into the Deep : the history of man's underwater exploration, Robert F. Marx (Van Nostrand Reinhold, 1978)  (ISBN 0442803869 et 9780442803865), (OCLC 3844466)
- Encyclopedia of Western Atlantic Shipwrecks and Sunken Treasure, Victoria Sandz et Robert F. Marx (Jefferson, N. C. : McFarland, 2001)  (ISBN 0786410183), (OCLC 46836931)
- The World's Richest Shipwrecks, Robert F. Marx et Jenifer Marx (Toronto : Key Porter Books, 2005)  (ISBN 1552636569), (OCLC 60369569)
- Treasures from the Sea: Exploring the world's great shipwrecks, Robert F. Marx et Jenifer Marx (Toronto : Key Porter Books, 2003)  (ISBN 1552632075), (OCLC 52039638)
- The treasure fleets of the Spanish Main, Robert F. Marx (Cleveland, World Pub. Co., 1968) (OCLC 448399)
- The Battle of Lepanto, 1571, Robert F. Marx (Cleveland, World Pub. Co., 1966) (OCLC 1349558)
- They Dared the Deep; a history of diving, Robert F. Marx (Cleveland, World Pub. Co., 1967) (OCLC 1354152)
- Following Columbus; the voyage of the Nina II, Robert F. Marx (Cleveland, World Pub. Co., 1964) (OCLC 1413847)
- Buried Treasure of the United States: how and where to locate hidden wealth, Robert F. Marx (New York : McKay, 1978)  (ISBN 0679507957 et 9780679507956), (OCLC 3203427)
- Buried treasures you can find : over 7500 locations in all 50 states, Robert F. Marx (Dallas, Texas : Ram Books, 1993)  (ISBN 0915920824 et 9780915920822), (OCLC 29561608)
- Shipwrecks in Florida Waters : a billion dollar graveyard, Robert F. Marx (Chuluota, Floride : Mickler House, 1985, 1979)  (ISBN 0913122513), (OCLC 13651406)
- The History of Underwater Exploration, Robert F. Marx (New York : Dover Publications, 1990)  (ISBN 0486264874), (OCLC 21563447)
- In the Wake of Galleons, Robert F. Marx (Flagstaff, AZ : Best Pub. Co., 2001)  (ISBN 0941332950), (OCLC 49311568)
- Clay smoking pipes recovered from the sunken city of Port Royal October 1, 1967-March 31, 1968, Robert F. Marx ; Jamaica National Trust Commission (Kingston, Jamaica National Trust Commission, 1968) (OCLC 121031)